# Taisei Miyashiro
Taisei Miyashiro (宮代 大聖 Miyashiro Taisei?), född 26 maj 2000 i Tokyo, är en japansk fotbollsspelare.
I maj 2019 blev han uttagen i Japans trupp till U20-världsmästerskapet 2019.